# Veronika Hammer
Veronika Hammer (* 1961) ist eine deutsche Sozialwissenschaftlerin und Hochschullehrerin.

## Leben
Hammer absolvierte ab 1977 zunächst eine Ausbildung zur Industriekauffrau, bevor sie einer kaufmännischen Berufstätigkeit in der Chemischen Industrie nachging. 1988 begann sie ein Studium der Sozialpädagogik an der Otto-Friedrich-Universität Bamberg. Dort erhielt sie 1993 für die Diplomarbeit Frauen nach der Familienphase – ein Orientierungskurs den Johann-Kaspar-Zeuss-Preis für hervorragende wissenschaftliche Arbeiten. Es folgte ein Studium der Soziologie an den Universitäten Bamberg und Wien. 1998 bekam Hammer für die Diplomarbeit Die Multimedia-Familie erneut den Johann-Kaspar-Zeuss-Preis für hervorragende wissenschaftliche Arbeiten.
Ab 1998 war sie als Wissenschaftliche Mitarbeiterin unter anderem an der Universität Bamberg und der Fachhochschule Erfurt tätig, sowie bei verschiedenen Exkursionen im Ausland. 2004 erfolgte ihre Promotion zum Dr. rer. pol. mit der Arbeit Die Transformation kulturellen Kapitals – berufliche Weiterbildung für Risikogruppen allein erziehender Frauen unter anderem bei Theresa Wobbe an der Staatswissenschaftlichen Fakultät der Universität Erfurt.
Nach ihrer Promotion war Hammer Leiterin der Age-Management-Projekte M.E.Z. Mit Erfahrung Zukunft meistern und AQUA Alternsgerechte Qualifizierung, Fachmoderatorin im Projekt zur Integration älterer Langzeitarbeitsloser Pakt50 für Nürnberg und Koordinatorin des Demografieforums im Forschungsinstitut für betriebliche Bildung in Nürnberg. Weitere Praxis- und Forschungstätigkeiten im Bereich der Sozialen Arbeit folgten.
2006 folgte Hammer dem Ruf auf die Professur für Sozialarbeitswissenschaft, Gesellschaftswissenschaftliche Grundlagen (Soziologie) und Methoden empirischer Sozialforschung an die Hochschule für angewandte Wissenschaften Coburg.

## Forschungsschwerpunkte
Hammer forscht unter anderem in den Bereichen Institutionelle Sozialarbeit, Integrierte Sozialraumplanung und in der Single-Parent-Forschung. Außerdem übernimmt sie Evaluationen von Forschungsprojekten, zum Beispiel im Bereich der Kulturellen Bildung.

## Publikationen (Auswahl)
- mit Ronald Lutz (Hrsg.): Neue Wege aus der Kinder- und Jugendarmut, Beltz, Weinheim 2015, ISBN 978-3-7799-3298-7.
- (Hrsg.) Kommunale Bildungslandschaft des Landkreises Coburg. Exemplarische Analysen informeller und formeller Lernwelten. Edition Sozialplanung. Bd. 2. Oldenburg 2012: Paulo Freire Verlag. ISBN 978-3-86585-552-7
- mit Sylvia I. L. Amiani und Nicole Schwamb: Studentische Lebensqualität und Lebensstile. Wohnen, Mobilität, Soziales, Freizeit und Berufschancen. Wiesbaden 2011: VS Verlag für Sozialwissenschaften. ISBN 978-3-531-17956-8
- mit Ronald Lutz, Silke Mardorf und Mario Rund (Hrsg.): Gemeinsam leben – gemeinsam gestalten. Zugänge und Perspektiven Integrierter Sozialraumplanung. Frankfurt, New York 2010: Campus-Verlag. ISBN 978-3-593-39284-4
- Die Transformation kulturellen Kapitals. Berufliche Weiterbildung für Risikogruppen allein erziehender Frauen. Wiesbaden 2004: VS Verlag für Sozialwissenschaften. ISBN 3-531-14360-3